# Phlomoides
Phlomoides, veliki biljni rod iz porodice usnača smješten u tribus Phlomideae, dio potporodice Lamioideae. Na popisu je 181 vrsta (kod Kew–a 174) iz Euroazije: Rusija (od jugoistočno-europskog dijela do Dalekog istoka), Sjeverni Kavkaz, Srednja Azija, Iran, Afganistan, Mongolija, Kina, Indija.

## Opis
Kao što je otkriveno filogenetskim studijama, uskrsnuli rod Phlomoides Moench uključuje tradicionalno definirani rod Phlomis L. sect. Phlomoides (Moench) Briq., Eremostachys Ledeb., Lamiophlomis Kudô, Metastachydium Airy Shaw ex C.Y.Wu & H.W.Li, Notochaete Benth., Pseudomarrubium Popov, Paraeremostachys Adylov, Kamelin & Makhm. i Pseuderemostachys Popov (Scheen et al. 2010; Bendiksby et al. 2011; Mathiesen et al. 2011; Salmaki et al. 2012; Zhao et al. 2023a, b). Ovim ažuriranim opsegom Phlomoides obuhvaća otprilike 180 vrsta. Rod se odlikuje višegodišnjim habitusima, često gomoljastim korijenjem, srcolikim do trokutasto-jajolikim, cijelim do dvoperasto rasječenim listovima, 5-nazubljenom čaškom, kupolastim i vršno dlakavim gornjim vjenčićima. Značajno je da su se neke vrste Phlomoides koristile u tradicionalnoj medicini, kao što su P. rotata (Benth. ex Hook.f.) Mathiesen, P. betonicoides (Diels) Kamelin & Makhm. i P. medicinalis (Diels) Kamelin & Makhm. (Peng i Xiang 2017.).
Kina je jedno od tri središta raznolikosti Phlomoides, s 60 vrsta i 17 varijeteta, od kojih je 39 vrsta rasprostranjeno na Tibetanskoj visoravni, Himalaji i planinama Hengduan (Wu i Li 1977; Li i Hedge 1994; Zhao et al. 2021a, b, 2022., 2023.a, 2024a, b, c). Međutim, raznolikost Phlomoidesa u tim područjima ostaje nedovoljno istražena. Nedavna otkrića rasvijetlila su ovu skrivenu raznolikost vrsta, s opisom četiri nove vrste za znanost unutar ovih regija. Među njima su Phlomoides liangwangshanensis Y.Zhao, H.L.Zheng & C.L.Xiang i P. henryi Y.Zhao & C.L.Xiang rasprostranjeni u planinama Hengduan, a P. cuonaensis Y.Zhao, C.L.Xiang & Sukhor. i P. longidentata Pendry nađene su na Himalaji (Pendry 2021; Zhao et al. 2021a, 2024a, b).
Tijekom istraživačkog putovanja u Xizangu, pronađene je jedna nova vrsta Phlomoidesa u okrugu Bomi i jedan novi zapis o rodu u okrugu Dingri. Obje vrste imaju smeđe-crne trihome unutar gornje usne vjenčića.

## Vrste
1. Phlomoides acaulis¨ (Beck ex Rech.f.) Salmaki
2. Phlomoides adenantha¨ (Jaub. & Spach) Kamelin & Makhm.
3. Phlomoides admirabilis¨ (Tschern.) Kamelin & Makhm.
4. Phlomoides adylovii¨ Lazkov
5. Phlomoides affinis¨ (Schrenk) Salmaki
6. Phlomoides agraria¨ (Bunge) Adylov, Kamelin & Makhm.
7. Phlomoides ajdarovae¨ Lazkov
8. Phlomoides alaica¨ (Knorring) Adylov, Kamelin & Makhm.
9. Phlomoides alberti¨ (Regel) Adylov, Kamelin & Makhm.
10. Phlomoides alpina¨ (Pall.) Adylov, Kamelin & Makhm.
11. Phlomoides ammophila¨ (Rech.f.) Salmaki
12. Phlomoides andersii¨ (Rech.f.) Kamelin & Makhm.
13. Phlomoides anisochila¨ (Pazij & Vved.) Salmaki
14. Phlomoides aralensis¨ (Bunge) Salmaki
15. Phlomoides arctifolia¨ (Popov) Adylov, Kamelin & Makhm.
16. Phlomoides ariana¨ (Hedge) Kamelin & Makhm.
17. Phlomoides atropurpurea¨ (Dunn) Kamelin & Makhm.
18. Phlomoides azerbaijanica¨ (Rech.f.) Kamelin & Makhm.
19. Phlomoides baburii¨ (Adylov) Adylov
20. Phlomoides badakshanica¨ (Hedge) Salmaki
21. Phlomoides baissunensis¨ (Popov) Adylov, Kamelin & Makhm.
22. Phlomoides baldschuanica¨ (Regel) Adylov, Kamelin & Makhm.
23. Phlomoides bamianica¨ (Rech.f.) Kamelin & Makhm.
24. Phlomoides beckeri¨ (Regel) Adylov, Kamelin & Makhm.
25. Phlomoides betonicoides¨ (Diels) Kamelin & Makhm.
26. Phlomoides binaludensis¨ Salmaki & Joharchi
27. Phlomoides boissieriana¨ (Regel) Adylov, Kamelin & Makhm.
28. Phlomoides bomiensis¨ C.L.Xiang & Y.Zhao
29. Phlomoides boraldaica¨ A.L.Ebel
30. Phlomoides botschantzevii¨ (Adylov) Adylov
31. Phlomoides brachystegia¨ (Bunge) Adylov, Kamelin & Makhm.
32. Phlomoides bracteosa¨ (Royle ex Benth.) Kamelin & Makhm.
33. Phlomoides breviflora¨ (Benth.) Kamelin & Makhm.
34. Phlomoides burmanica¨ (Mukerjee) Kamelin & Makhm.
35. Phlomoides calophyta¨ (Hedge) Salmaki & Almasi
36. Phlomoides canescens¨ (Regel) Adylov, Kamelin & Makhm.
37. Phlomoides chinghoensis¨ (C.Y.Wu) Kamelin & Makhm.
38. Phlomoides codonantha¨ Sennikov
39. Phlomoides codonocalyx¨ (Rech.f.) Kamelin & Makhm.
40. Phlomoides congesta¨ (C.Y.Wu) Kamelin & Makhm.
41. Phlomoides cordifolia¨ (Regel) Adylov, Kamelin & Makhm.
42. Phlomoides cuneata¨ (C.Y.Wu) C.L.Xiang & H.Peng
43. Phlomoides cuonaensis¨ Y.Zhao, C.L.Xiang & Sukhor.
44. Phlomoides czuiliensis¨ (Golosk.) Adylov, Kamelin & Makhm.
45. Phlomoides dentosa¨ (Franch.) Kamelin & Makhm.
46. Phlomoides deserticola¨ Sennikov
47. Phlomoides ebracteolata¨ (Popov) Adylov, Kamelin & Makhm.
48. Phlomoides edelbergii¨ (Rech.f.) Salmaki
49. Phlomoides eriocalyx¨ (Regel) Adylov, Kamelin & Makhm.
50. Phlomoides eriolarynx¨ (Pazij & Vved.) comb.ined.
51. Phlomoides eremostachydioides¨ (Popov) Y.Zhao & C.L.Xiang
52. Phlomoides ferganensis¨ (Popov) Adylov, Kamelin & Makhm.
53. Phlomoides fetisowii¨ (Regel) Adylov, Kamelin & Makhm.
54. Phlomoides fimbriata¨ (C.Y.Wu) Kamelin & Makhm.
55. Phlomoides forrestii¨ (Diels) Kamelin & Makhm.
56. Phlomoides franchetiana¨ (Diels) Kamelin & Makhm.
57. Phlomoides freitagii¨ (Rech.f.) Kamelin & Makhm.
58. Phlomoides fulgens¨ (Bunge) Adylov, Kamelin & Makhm.
59. Phlomoides ghorana¨ (Rech.f.) Salmaki
60. Phlomoides glabra¨ (Boiss. ex Benth.) Kamelin & Makhm.
61. Phlomoides goloskokovii¨ Lazkov
62. Phlomoides gymnocalyx¨ (Schrenk) Adylov, Kamelin & Makhm.
63. Phlomoides gymnoclada¨ (Rech.f. & Köie) Kamelin & Makhm.
64. Phlomoides gypsacea¨ (Popov) Adylov, Kamelin & Makhm.
65. Phlomoides hajastanica¨ (Sosn. ex Grossh.) Kamelin & Machm.
66. Phlomoides hamosa¨ (Benth.) Mathiesen
67. Phlomoides henryi Y.Zhao & C.L.Xiang
68. Phlomoides hissarica¨ (Regel) Adylov, Kamelin & Makhm.
69. Phlomoides hybrida¨ (Zelen.) Kamelin & Makhm.
70. Phlomoides hyoscyamoides¨ (Boiss. & Buhse) Kamelin & Makhm.
71. Phlomoides hypoviridis¨ Lazkov
72. Phlomoides iliensis¨ (Regel) Adylov, Kamelin & Makhm.
73. Phlomoides inaequalisepala¨ (C.Y.Wu) Kamelin & Makhm.
74. Phlomoides integior¨ (Pazij & Vved.) Adylov, Kamelin & Makhm.
75. Phlomoides isochila¨ (Pazij & Vved.) Salmaki
76. Phlomoides jeholensis¨ (Nakai & Kitag.) Kamelin & Makhm.
77. Phlomoides kansuensis¨ (C.Y.Wu) Kamelin & Makhm.
78. Phlomoides karatavica¨ (Pavlov) Lazkov & Sennikov
79. Phlomoides kaufmanniana¨ (Regel) Adylov, Kamelin & Makhm.
80. Phlomoides kermanica¨ Ranjbar & C.Mahmoudi
81. Phlomoides kirghisorum¨ Adylov, Kamelin & Makhm.
82. Phlomoides koraiensis¨ (Nakai) Kamelin & Makhm.
83. Phlomoides korovinii¨ (Popov) Adylov, Kamelin & Makhm.
84. Phlomoides kurpsaica¨ Lazkov
85. Phlomoides labiosa¨ (Bunge) Adylov, Kamelin & Makhm.
86. Phlomoides labiosiformis¨ (Popov) Adylov, Kamelin & Makhm.
87. Phlomoides labiosissima¨ (Pazij & Vved.) Adylov, Kamelin & Makhm.
88. Phlomoides laciniata¨ (L.) Kamelin & Makhm.
89. Phlomoides laevigata¨ (Bunge) Kamelin & Makhm.
90. Phlomoides lanata¨ (Jamzad) Salmaki
91. Phlomoides lehmanniana¨ (Bunge) Adylov, Kamelin & Makhm.
92. Phlomoides leiocalyx¨ (Pazij & Vved.) Adylov, Kamelin & Makhm.
93. Phlomoides liangwangshanensis¨ Y.Zhao, H.L.Zheng & C.L.Xiang
94. Phlomoides likiangensis¨ (C.Y.Wu) Kamelin & Makhm.
95. Phlomoides lindbergii¨ (Rech.f.) Salmaki
96. Phlomoides loasifolia¨ (Benth.) Kamelin & Makhm.
97. Phlomoides longiaristata¨ (C.Y.Wu & H.W.Li) Salmaki
98. Phlomoides longicalyx¨ (C.Y.Wu) Kamelin & Makhm.
99. Phlomoides longidentata¨ Pendry
100. Phlomoides macrophylla¨ (Wall.) Kamelin & Makhm.
101. Phlomoides maximowiczii¨ (Regel) Kamelin & Makhm.
102. Phlomoides mazzettii¨ Lazkov
103. Phlomoides medicinalis¨ (Diels) Kamelin & Makhm.
104. Phlomoides megalantha¨ (Diels) Kamelin & Makhm.
105. Phlomoides melanantha¨ (Diels) Kamelin & Makhm.
106. Phlomoides michaelis¨ Adylov, Kamelin & Makhm.
107. Phlomoides milingensis¨ (C.Y.Wu & H.W.Li) Kamelin & Makhm.
108. Phlomoides milkoi¨ Lazkov
109. Phlomoides minutigalea¨ Salmaki
110. Phlomoides mogianica¨ (Popov) Salmaki
111. Phlomoides molucelloides¨ (Bunge) Salmaki
112. Phlomoides mongolica¨ (Turcz.) Kamelin & Makhm.
113. Phlomoides muliensis¨ (C.Y.Wu) Kamelin & Makhm.
114. Phlomoides multifurcata¨ Salmaki
115. Phlomoides nana¨ (C.Y.Wu) Y.Zhao & C.L.Xiang
116. Phlomoides nuda¨ (Regel) Adylov
117. Phlomoides nyalamensis¨ (H.W.Li) Y.Zhao & C.L.Xiang
118. Phlomoides oreophila¨ (Kar. & Kir.) Adylov, Kamelin & Makhm.
119. Phlomoides ostrowskiana¨ (Regel) Adylov, Kamelin & Makhm.
120. Phlomoides pacifica¨ Kamelin & Shlotg.
121. Phlomoides paniculata¨ (Regel) Salmaki
122. Phlomoides paohsingensis¨ (C.Y.Wu) Kamelin & Makhm.
123. Phlomoides paropamisica¨ (Rech.f.) Kamelin & Makhm.
124. Phlomoides pectinata¨ (Popov) Adylov, Kamelin & Makhm.
125. Phlomoides pedunculata¨ (Y.Z.Sun) Kamelin & Makhm.
126. Phlomoides persimilis¨ (Aitch. & Hemsl.) Salmaki
127. Phlomoides popovii¨ (Gontsch.) Adylov, Kamelin & Makhm.
128. Phlomoides pratensis¨ (Kar. & Kir.) Adylov, Kamelin & Makhm.
129. Phlomoides pseudokorovinii¨ Lazkov
130. Phlomoides puberula¨ (Krylov & Serg.) Adylov, Kamelin & Makhm.
131. Phlomoides pulchra¨ (Popov) Adylov, Kamelin & Makhm.
132. Phlomoides pulvinaris¨ (Jaub. & Spach) Kamelin & Makhm.
133. Phlomoides pygmaea¨ (C.Y.Wu) Kamelin & Makhm.
134. Phlomoides rastagalensis¨ (Hedge) Kamelin & Makhm.
135. Phlomoides regeliana¨ (Aitch. & Hemsl.) Adylov, Kamelin & Makhm.
136. Phlomoides rotala¨ (Schrenk ex Fisch. & C.A.Mey.) Salmaki
137. Phlomoides rotata¨ (Benth. ex Hook.f.) Mathiesen
138. Phlomoides ruptilis¨ (C.Y.Wu) Kamelin & Makhm.
139. Phlomoides sagittata¨ (Regel) C.L.Xiang & Y.Zhao
140. Phlomoides salangensis¨ (Rech.f.) Kamelin & Makhm.
141. Phlomoides sanglechensis¨ (Rech.f.) Kamelin & Makhm.
142. Phlomoides sarawschanica¨ (Regel) Adylov
143. Phlomoides schugnanica¨ (Popov) Adylov, Kamelin & Makhm.
144. Phlomoides semnanensis¨ Ranjbar & C.Mahmoudi
145. Phlomoides septentrionalis¨ (Popov) Adylov, Kamelin & Makhm.
146. Phlomoides setifera¨ (Bureau & Franch.) Kamelin & Makhm.
147. Phlomoides sewerzovii¨ (Herder) Mathiesen
148. Phlomoides similis¨ (Tschern.) Kamelin & Makhm.
149. Phlomoides sogdiana¨ (Pazij & Vved.) Salmaki
150. Phlomoides speciosa¨ (Rupr.) Adylov, Kamelin & Makhm.
151. Phlomoides spectabilis¨ (Falc. ex Benth.) Kamelin & Makhm.
152. Phlomoides stellata¨ Lazkov
153. Phlomoides stenocalycina¨ (Rech.f.) Kamelin & Makhm.
154. Phlomoides stocksii¨ (Boiss.) Kamelin & Makhm.
155. Phlomoides strigosa¨ (C.Y.Wu) Kamelin & Makhm.
156. Phlomoides subspicata¨ (Popov) Adylov, Kamelin & Makhm.
157. Phlomoides superba¨ (Royle ex Benth.) Kamelin & Makhm.
158. Phlomoides szechuanensis¨ (C.Y.Wu) Kamelin & Makhm.
159. Phlomoides tadschikistanica¨ (B.Fedtsch.) Adylov, Kamelin & Makhm.
160. Phlomoides taronensis¨ (C.Y.Wu) Y.Zhao & C.L.Xiang
161. Phlomoides tatsienensis¨ (Bureau & Franch.) Kamelin & Makhm.
162. Phlomoides thyrsiflora¨ (Benth.) Salmaki
163. Phlomoides tianschanica¨ (Popov) Adylov, Kamelin & Makhm.
164. Phlomoides tibetica¨ (Marquand & Airy Shaw) Kamelin & Makhm.
165. Phlomoides tournefortii¨ (Jaub. & Spach) Kamelin & Makhm.
166. Phlomoides transjordanica¨ (Eig) Salmaki & Almasi
167. Phlomoides transoxana¨ (Bunge) Salmaki
168. Phlomoides tschimganica¨ (Vved.) Adylov, Kamelin & Makhm.
169. Phlomoides tuberosa¨ (L.) Moench
170. Phlomoides tuvinica¨ (A.Schroet.) Kamelin, Adylov & Makhm.
171. Phlomoides umbrosa¨ (Turcz.) Kamelin & Makhm.
172. Phlomoides uniceps¨ (C.Y.Wu) Kamelin & Makhm.
173. Phlomoides uniflora¨ (Regel) Adylov, Kamelin & Makhm.
174. Phlomoides uralensis¨ Salmaki
175. Phlomoides urodonta¨ (Popov) Adylov, Kamelin & Makhm.
176. Phlomoides vavilovii¨ (Popov) Adylov, Kamelin & Makhm.
177. Phlomoides vicaryi¨ (Benth. ex Hook.f.) Kamelin & Makhm.
178. Phlomoides vulnerans¨ (Rech.f. & Köie) Kamelin & Makhm.
179. Phlomoides woroschilovii¨ (Makarov) Czerep.
180. Phlomoides younghusbandii¨ (Mukerjee) Kamelin & Makhm.
181. Phlomoides zenaidae¨ (Popov) Adylov, Kamelin & Makhm.

## Sinonimi
- Clueria Raf.; Fl. Tellur. 3: 87 (1837)
- Eremostachys Bunge; Ledeb., Fl. Altaic. 2: 414 (1830)
- Lamiophlomis Kudô; Mem. Fac. Sci. Taihoku Imp. Univ. 2: 210 (1929)
- Metastachydium Airy Shaw ex C.Y.Wu & H.W.Li; Fl. Reipubl. Popularis Sin. 66: 28 (1977), nom. nov. for Metastachys Knorring
- Metastachys Knorring; Fl. URSS 21: 652 (1954), nom. illeg.
- Neustruevia Juz.; Fl. URSS 20: 526 (1954)
- Notochaete Benth.; Pl. Asiat. Rar. [Wallich] 1: 63 (1830)
- Orlowia Gueldenst. ex Georgi; Beschr. Russ. Reich. 3(5): 1089 (1800)
- Paraeremostachys Adylov, Kamelin & Makhm.; Novosti Sist. Vyssh. Rast. 23: 112 (1986)
- Phlomidopsis Link; Handbuch 1: 479 (1829), nom. superfl.
- Phlomitis Rchb. ex T.Nees; Gen. Fl. Germ. 2(7): 43 (1843), nom. superfl.
- Pseuderemostachys Popov; Novye Mem. Moskovsk. Obshch. Isp. Prir. 19: 148 (1940 publ. 1941)
- Pseudomarrubium Popov; Not. Syst. Herb. Inst. Bot. Acad. Sci. URSS 8: 75 (1940)
- Trambis Raf.; Fl. Tellur. 3: 87 (1837)